# Sergei Petrov
Sergei Andreyevich Petrov (tiếng Nga: Сергей Андреевич Петров; sinh ngày 2 tháng 1 năm 1991) là một cầu thủ bóng đá người Nga. Anh hiện tại thi đấu ở vị trí hậu vệ phải hay hậu vệ trái cho F.K. Krasnodar.

## Sự nghiệp
Anh có màn ra mắt cho đội chính của F.K. Zenit Sankt Peterburg vào ngày 13 tháng 3 năm 2011 trong trận đấu tại Giải bóng đá ngoại hạng Nga trước F.K. Terek Grozny.
Vào ngày 11 tháng 12 năm 2014, Petrov gia hạn hợp đồng Krasnodar đến hết mùa giải 2015-16.

## Sự nghiệp quốc tế
Anh được triệu tập vào đội tuyển quốc gia Nga vào tháng 8 năm 2016 thi đấu với Thổ Nhĩ Kỳ và Ghana. Anh có màn ra mắt trước Ghana vào ngày 6 tháng 9 năm 2016.

## Thống kê sự nghiệp

### Câu lạc bộ
Tính đến 13 tháng 5 năm 2018
| Câu lạc bộ                 | Mùa giải            | Giải vô địch                | Giải vô địch | Giải vô địch | Cúp     | Cúp       | Châu lục | Châu lục  | Tổng cộng | Tổng cộng |
| Câu lạc bộ                 | Mùa giải            | Hạng đấu                    | Số trận      | Bàn thắng    | Số trận | Bàn thắng | Số trận  | Bàn thắng | Số trận   | Bàn thắng |
| -------------------------- | ------------------- | --------------------------- | ------------ | ------------ | ------- | --------- | -------- | --------- | --------- | --------- |
| F.K. Zenit Sankt Peterburg | 2008                | Giải bóng đá ngoại hạng Nga | 0            | 0            | 0       | 0         | 0        | 0         | 0         | 0         |
| F.K. Zenit Sankt Peterburg | 2009                | Giải bóng đá ngoại hạng Nga | 0            | 0            | 0       | 0         | 0        | 0         | 0         | 0         |
| F.K. Zenit Sankt Peterburg | 2010                | Giải bóng đá ngoại hạng Nga | 0            | 0            | 0       | 0         | 0        | 0         | 0         | 0         |
| F.K. Zenit Sankt Peterburg | 2011–12             | Giải bóng đá ngoại hạng Nga | 2            | 0            | 0       | 0         | 0        | 0         | 2         | 0         |
| F.K. Zenit Sankt Peterburg | Tổng cộng           | Tổng cộng                   | 2            | 0            | 0       | 0         | 0        | 0         | 2         | 0         |
| F.K. Krylia Sovetov Samara | 2011–12             | Giải bóng đá ngoại hạng Nga | 26           | 1            | 0       | 0         | –        | –         | 26        | 1         |
| F.K. Krylia Sovetov Samara | 2012–13             | Giải bóng đá ngoại hạng Nga | 13           | 0            | 1       | 1         | –        | –         | 14        | 1         |
| F.K. Krylia Sovetov Samara | Tổng cộng           | Tổng cộng                   | 39           | 1            | 1       | 1         | 0        | 0         | 40        | 2         |
| F.K. Krasnodar             | 2012–13             | Giải bóng đá ngoại hạng Nga | 10           | 1            | –       | –         | –        | –         | 10        | 1         |
| F.K. Krasnodar             | 2013–14             | Giải bóng đá ngoại hạng Nga | 14           | 1            | 3       | 0         | –        | –         | 17        | 1         |
| F.K. Krasnodar             | 2014–15             | Giải bóng đá ngoại hạng Nga | 22           | 1            | 2       | 1         | 8        | 0         | 32        | 2         |
| F.K. Krasnodar             | 2015–16             | Giải bóng đá ngoại hạng Nga | 24           | 3            | 2       | 0         | 8        | 0         | 34        | 3         |
| F.K. Krasnodar             | 2016–17             | Giải bóng đá ngoại hạng Nga | 17           | 0            | 2       | 0         | 6        | 0         | 25        | 0         |
| F.K. Krasnodar             | 2017–18             | Giải bóng đá ngoại hạng Nga | 28           | 1            | 0       | 0         | 2        | 1         | 30        | 2         |
| F.K. Krasnodar             | Tổng cộng           | Tổng cộng                   | 115          | 7            | 9       | 1         | 24       | 1         | 148       | 9         |
| Tổng cộng sự nghiệp        | Tổng cộng sự nghiệp | Tổng cộng sự nghiệp         | 156          | 8            | 10      | 2         | 24       | 1         | 190       | 11        |

### Bàn thắng quốc tế
Bàn thắng và kết quả của Nga được để trước.
| # | Ngày                 | Địa điểm                                        | Đối thủ    | Bàn thắng | Kết quả | Giải đấu            |
| - | -------------------- | ----------------------------------------------- | ---------- | --------- | ------- | ------------------- |
| 1 | 19 tháng 11 năm 2019 | Sân vận động San Marino, Serravalle, San Marino | San Marino | 2–0       | 2–0     | Vòng loại Euro 2020 |